# Johnny Logan
Johnny Logan (z rojstnim imenom Seán Patrick Michael Sherrard), irski pevec in besedilopisec,  * 13. maj 1954, Frankston, Melbourne, Avstralija.
Logan deluje kot pevec in besedilopisec v Veliki Britaniji. Na Pesmi Evrovizije je sodeloval trikrat in vsakič zmagal, dvakrat samostojno in enkrat kot besedilopisec. Leta 1992 je Lindi Martin napisal besedilo zmagovalne posmi Why me. Leta 1980 je zmagal s pesmijo What's another year, leta 1987 pa s pesmijo Hold me now. Poleg Loreen je v zgodovini Pesmi Evrovizije edini izvajalec, ki je na tem tekmovanju zmagal več kot enkrat.

## Diskografija
- 1978 - No I Don't Want To Fall In Love
- 1980 - What's Another Year
- 1980 - Save Me
- 1980 - In London
- 1980 - Give A Little But More (Too Much Too Soon)
- 1982 - Oriental Eyes
- 1982 - Becoming Electric
- 1984 - Heaven
- 1985 - Ginny Come Lately
- 1985 - Straight From The Heart
- 1986 - Stab In The Back
- 1986 - Sara Smile
- 1987 - Hold Me Now
- 1987 - I'm Not In Love
- 1988 - Heartland
- 1989 - All I Ever Wanted
- 1990 - Lay Down Your Heart / One By One
- 1991 - How 'Bout Us
- 2006 - Don't Cry
- 2006 - Hold Me Now (nova izdaja)

## Povezave
- Uradna stran